# 吉巴尔特
吉巴尔特，是匈牙利包尔绍德-奥包乌伊-曾普伦州所辖的一个村。总面积5.33平方公里，总人口373，人口密度70.0人/平方公里（2011年1月1日）。